# 伊萬·涅丘伊-列維茨基
伊凡·谢苗诺维奇·尼楚伊-列維茲基（羅馬化：Ivan Semenovych Nechui-Levytskyi；1838年11月25日—1918年4月2日），烏克蘭小說家、劇作家，代表作是《凱達修的家人》。

## 著作一覽
- 凱達修的家人

等

## 外部連結
- Nechui-Levytsky, Ivan at Encyclopedia of Ukraine （页面存档备份，存于）